# هند بنت أسماء بن خارجة الفزارية
هند بنت أسماء بن خارجة الفزارية من عقيلات العرب، تزوجها عبيد الله بن زياد، وقد شغفها حبًا، فلما مات قالت إني لأشتاق إلى القيامة لأرى وجهه.

## نبذة
كانت هند بنت أسماء بن خارجة الفزارية من جميلات العرب في زمانها، وكان ابوها أسماء خارجة الفزاري من اشراف العرب وأجوادهم، لم يكن في زمانها امرأة تشبهها جمالا وكمالا وعقلا وأدبا، فتزوجت عبيد الله بن زياد بن أبيه والي العراق زمن الامويين وكانا لا يفترقان في سفر ولا حضر، فقتل عبيد الله بن زياد سنة 67هـ يوم الخازر قرب الموصل على يد جيش المختار بن أبي عبيد الثقفي، وهي معه، فقالت: لا يستمكن هؤلاء مني، ثم شدت عليها قباءه وعمامته ومنطقته، وركبت فرسه الكامل، ثم خرجت حتى دخلت الكوفة في بقية يومها وليلتها ليس معها دليل أو أنيس.
ولما تولى بشر بن مروان بن الحكم الكوفة أميراً على العراقين وصفت له، فخطبها وتزوجها فولدت له عبد الملك، ومات بشر سنة 75 فأرسل إليها الحجاج بن يوسف الثقفي لما ولي العراق يطلب الطفل عبد الملك ليربيه تربية الأمراء، فأذعنت.
وكان أول من تزوجها عبيد الله بن زياد، وكان أبا عذرتها، فولدت غلاما وجارية، ثم صارت إلى بشر بن مروان أخو الخليفة عبد الملك بن مروان، فلما حملت من بشر بن مروان قالت له: ماحملت حملا أثقل من حملي هذا، فقال: إنك والله ماحملت عربيا قبله، إنما كنت تحملينهم كأنهم الريش !! (يعرض بزوجها الأول بن زياد) ثم تزوجها الحجاج بن يوسف ثم طلقها فلما خطبت بعده قالت: لاأتزوج إلا من لا ترد قضاياه، ولا تودى قتلاه.

## أخبارها مع الحجاج
- كان الحجاج بن يوسف يحب أن يتزوج من بيوتات العرب المعروفة بالرئاسة، وكان الناس يتقربون إلى الحجاج بذلك، فدله محمد بن عمير بن عطارد على هند بنت أسماء ووصفها له وقال: تزوجها أيها الأمير فإنها في بيت قيس، فأرسل الحجاج أيوب بن القرية - وكان من فصحاء العرب - وقال له: اخطب عليّ هند بنت أسماء، ولا تزد على ثلاث كلمات، فأتاهم فقال: أتيتكم من عند من تعلمون، والأمير معطيكم ما تسألون، أفتنكحون أم تردّون؟ قالوا: بل أنكحنا وأنعمنا. فرجع ابن القرّية إلى الحجّاج فقال: أقرّ اللّه عينك، وجمعٍ شملك، وأنبت ريعك؛ على الثبات والنبات، والغنى حتى الممات؛ جعلها اللّه ودوداً ولوداً، وجمع بينكما على البركة والخير.

وبنى الحجاج قصراً في البصرة، عُرِف بقصر الحجاج، ونزل به، فقال لها يوما: هل رأيت أحسن من هذا القصر؟ فقالت: ما أحسنه! قال: اصدقيني، فقالت: أما إذ أبيت، فوالله ما رأيت أحسن من القصر الأحمر! وكان دار الإمارة بالبصرة، بناه زوجها الأول عبيد الله بن زياد، فغضب الحجاج وأمر ابن القِرِّية أن يأتي هندَ بنت أسماء فيطلقها بكلمتين، ويُمَتَعها بعشرة آلاف درهم؛ فأتاها فقال لها: إن الحجّاج يقول لك: كنتِ فبِنْتِ، وهذه عشرة آلاف مُتْعة لك؛ فقالت: قل له: كنا فما حَمدنا، وبِنّا فما ندمْنَا؛ وهذه العشرة الآلاف لك ببشارتك إياي بطلاقي.
- تكلمت هند بنت أسماء بن خارجة، فلحنت وهي عند الحجاج، (واللحن هو الخطا باللغة العربية) فقال لها: أتلحنين وأنت شريفة في بيت قيس ؟! فقالت: أما سمعت قول أخي مالك لامرأته الأنصارية؟ قال: وما هو؟ قالت: قال:

منطق صائب وتلحن أحيانًا
وخير الحديث ما كان لحنًا
فقال لها الحجاج: إنما عني أخوك اللحن في القول، إذا كَنَّى المحدث عما يريد، ولم يعن اللحن في العربية، فأصلحي لسانك !! .
- لما مات الحجاج قالت هند:

ألا يا أيها الجسد المسجّى
لقد قرت بمصرعك العيون
وكنت قرين شيطان رجيم
فلما مت سلّمك القرين